# Alicia Markova
Dame Alicia Markova, właśc. Lilian Alicia Marks (ur. 1 grudnia 1910 w Londynie, zm. 2 grudnia 2004 w Bath) – tancerka brytyjska.

## Życiorys
Od 11. roku życia brała lekcje baletu w Londynie u S. Astafjewej, Nikołaja Legata i Enrico Cecchettiego. W 1926 została członkiem zespołu Ballets Russes Siergieja Diagilewa i zgodnie z panującą wówczas opinią, że dobrymi tancerkami mogą być tylko Rosjanki, „zrusyfikowała” swoje nazwisko. Po śmierci Diagilewa (1929) pracowała w innych zespołach – Camargo Society (1931), Rambert Ballet i Vic-Wells Ballet (późniejsze Sadler’s Wells Ballet i Royal Ballet, 1931–1935), Markova-Dolin Ballet w Londynie (1935–1938, który zakładała wspólnie z Antonem Dolinem), Ballet Russe de Monte Carlo (1938–1941), American Ballet Theatre w Nowym Jorku (1941–1945). W 1945 wraz z Dolinem wznowiła działalność zespołu baletowego Markova-Dolin, gdzie była baleriną do 1952; w 1950 nazwę zespołu zmieniono na London’s Festival Ballet.
Miała także na koncie liczne występy gościnne, m.in. w Kanadzie i Danii. Zakończyła karierę w 1962 i zajęła się działalnością pedagogiczną. W 1963 została odznaczona Orderem Imperium Brytyjskiego (z tytułem Dame).
Wśród jej najbardziej znanych ról wymienia się tytułowego Słowika (do muzyki Strawinskiego), tytułową Giselle (do muzyki Adama), Odette w Jeziorze łabędzim (do muzyki Czajkowskiego), Ptaka w Ognistym ptaku (do muzyki Strawinskiego). W okresie II wojny światowej występowała także w hollywoodzkich produkcjach filmowych.